# Samir Azzimani
Samir Azzimani  (arabisch سمير عزيماني, DMG Samīr ʿAzzīmānī; * 22. Oktober 1977 in Levallois-Perret) ist ein ehemaliger marokkanischer Skirennläufer und Skilangläufer.

## Werdegang
Azzimani nahm von 2000 bis 2013 als Alpiner Skirennläufer vorwiegend an FIS-Rennen teil. Bei Alpinen Skiweltmeisterschaften belegte er 2001 in St. Anton am Arlberg den 46. Platz im Riesenslalom, 2003 in St. Moritz den 77. Rang im Riesenslalom und 2005 in Bormio den 76. Platz im Riesenslalom. Bei den Olympischen Winterspielen 2010 in Vancouver errang er den 74. Platz im Riesenslalom und den 44. Platz im Slalom.
Von 2013 bis 2018 startet Azzimani im Skilanglauf bei FIS-Rennen und im Skilanglauf-Continental-Cup. Bei den Nordischen Skiweltmeisterschaften 2015 in Falun lief er auf den 125. Platz im Sprint. Im Februar 2018 kam er bei den Olympischen Winterspielen in Pyeongchang auf den 111. Platz über 15 km Freistil. Danach ist er als Sportler nicht mehr in Erscheinung getreten.

## Erfolge

### Ski Alpin

#### Olympische Spiele
- Vancouver 2010: 44. Platz Slalom, 74. Platz Riesenslalom

#### Weltmeisterschaften
- St. Anton 2001: 46. Platz Riesenslalom
- St. Moritz 2003: 77. Platz Riesenslalom, DNF Slalom
- Bormio 2005: 76. Platz Riesenslalom, DNF Slalom
- Val-d'Isère 2009: DNQ Riesenslalom, DNQ Slalom

#### Australian New Zealand Cup
- 2 Platzierungen unter den besten 30

#### Weitere Erfolge
- Zwei Platzierungen unter den besten 20 bei FIS-Rennen

### Skilanglauf

#### Olympische Spiele
- 2018 Pyeongchang: 111. Platz 15 km Freistil

#### Weltmeisterschaften
- 2015 Falun: 125. Platz Sprint klassisch

#### Australian New Zealand Cup
- 4 Platzierungen unter den besten 30

#### Weitere Erfolge
- Eine Platzierung unter den besten 10 bei einem FIS-Rennen